# Jakob Warth
Jakob Warth (* 4. November 1894 in Heidelberg (Molotschna), Russisches Kaiserreich; † 18. September 1970 in Georgiewka, Kasachstan, Sowjetunion) war ein russlanddeutscher römisch-katholischer Geistlicher und Märtyrer.

## Leben
Jakob Warth wuchs im Bistum Tiraspol auf. Er studierte Theologie am Priesterseminar Saratow und wurde 1924 von Bischof Anton Zerr in Karlsruhe geheim zum Priester geweiht. 1928 war er Pfarradministrator in Bergthal. Zusammen mit Joseph Kruschinsky, Raphael Loran, Joseph Neugum und Alexander Staub wurde er um 1935 verhaftet und nach Südkasachstan (Talghar) verbannt. Dort starb er 1970.

## Gedenken
Die Römisch-katholische Kirche in Deutschland nahm Pfarrer Jakob Warth als Märtyrer in das deutsche Martyrologium des 20. Jahrhunderts auf.